# جيمس ستامب
جيمس ستامب (بالإنجليزية: James Stamp)‏ هو بواق أمريكي، ولد في 1904، وتوفي في 1985.